# Pointer (hund)
 For alternative betydninger, se Pointer. (Se også artikler, som begynder med Pointer)
Pointeren er en korthåret stående jagthund, tilhørende de engelske racer.
Pointeren er ikke skabt til lejligheder, men kræver masser af motion og mulighed for komme på jagt eller ud at træne i marken.